# 代恩巴赫
代恩巴赫是德国莱茵兰-普法尔茨州的一个市镇。总面积5.48平方公里，总人口985人，其中男性486人，女性499人（2011年12月31日），人口密度180人/平方公里。